# 人名に由来する法則の一覧
人名に由来する法則の一覧（じんめいにゆらいするほうそくのいちらん）は、人名を冠した法則、原則、格言、その他の簡潔な見解や予測のリストである。パーキンソンの法則のようにその人自身が法則を提唱した場合もあれば、ムーアの法則のようにその人物の仕事や出版物によって法則が名づけられた場合もある。また、マーフィーの法則のように他人が命名した法則や、命名された人物が実在しないにもかかわらずその名を冠した法則もある。人名に由来する法則は、ニュートンの運動の法則のような重要な科学的法則から、マーフィーの法則のようなユーモラスな例まで様々である。

## A-B
| 法則名                                  | 法則名（日本語）                               | 説明・内容 | 名前の由来となった人物                             |
| --------------------------------------- | ---------------------------------------------- | --- | -------------------------------------------------- |
| Acton's dictum                          | アクトンの格言                                 | 権力は腐敗しやすく、絶対的権力は絶対的に腐敗する。偉人は殆ど常に悪人である。 | ジョン・アクトン                                   |
| Aitken's law                            | エイトケンの法則                               | スコットランド語やスコットランド英語の母音の長さが環境によってどのように変化するかを説明したもの。 | A. J. Aitken                                       |
| Alder's razor                           | アルダーの剃刀                                 | ニュートンの燃えるレーザーソードを参照。 | Mike Alder                                         |
| Allen's rule                            | アレンの法則                                   | 一般的に、寒冷な気候に棲む内温動物は温暖な気候に棲む同種の動物よりも四肢（または付属器官）が短い。 | ジョエル・アサフ・アレン                           |
| Amagat's law                            | アマガットの法則                               | 理想気体において、混合気体の全体積は、同じ温度と圧力における各気体成分の体積の和に等しい。 | Émile Amagat                                       |
| Amara's law                             | アマラの法則                                   | 私たちは、ある技術の効果を短期的には過大評価し、長期的には過小評価する傾向がある。 | Roy Amara                                          |
| Amdahl's law                            | アムダールの法則                               | システムの一部だけを改善した場合に、システム全体に期待される最大の改善効果を求めるために使用される。 | ジーン・アムダール                                 |
| Ampère's circuital law                  | アンペールの法則                               | 回路の電流とそのまわりにできる磁場との関係をあらわす法則。 | アンドレ＝マリ・アンペール                         |
| Anderson's rule                         | アンダーソンの法則                             | ２つの半導体材料をヘテロ接合したときのエネルギーバンド図に関する法則。 | R. L. Anderson                                     |
| Anderson's rule (computer science)      | アンダーソンの法則（コンピューターサイエンス） | 機密性の高い個人情報を扱うシステムにおける、セキュリティ、機能性、規模のトリレンマ。 | Ross J. Anderson                                   |
| Andy and Bill's law                     | アンディとビルの法則                           | インテルが強力なコンピュータチップをリリースしても、マイクロソフトがそのパワーを使い切るために新しいソフトウェアをリリースする。1990年代、インテルのアンドルー・グローヴCEO（当時）とマイクロソフトのビル・ゲイツCEO（当時）にちなんで命名された 。 | アンドルー・グローヴ、ビル・ゲイツ                 |
| Archie's law                            | アーチーの法則                                 | 石油物理学において、堆積岩の電気伝導度をその空隙率および塩水飽和度の関係性を示す法則。 | Gus Archie                                         |
| Archimedes'lever                        | アルキメデスのてこの原理                       | 力点と支点までの距離と、作用点と支点までの距離の関係。「私に十分な長さの棒とそれを置く支点を与えよ。さすれば世界を動かそう」。 | アルキメデス                                       |
| Archimedes' principle                   | アルキメデスの原理                             | 流体中に浸された物体にかかる上向きの浮力は、完全に浸されているか部分的に浸されているかにかかわらず、その物体が押し除けた流体の重量に等しい 。 | アルキメデス                                       |
| Artin reciprocity law                   | アルティン相互法則                             | 大域類体論の中心的部分を形作る数論の一般的定理。 | エミール・アルティン                               |
| Ashby's law of requisite variety        | アシュビーの必要多様性の法則                   | 制御機構の状態数は、それが制御するシステムの状態数以上でなければならない。 | William Ross Ashby                                 |
| Asimov's Three Laws of Robotics         | アシモフのロボット工学三原則                   | 第1条：ロボットは人間に危害を加えてはならない。また、その危険を看過することによって、人間に危害を及ぼしてはならない。 第2条：ロボットは人間にあたえられた命令に服従しなければならない。ただし、与えられた命令が、第一条に反する場合は、この限りでない。 第3条：ロボットは、第1条および第2条に反するおそれのないかぎり、自己を守らなければならない。 （アシモフは後に、最初の3つの掟の前に「第0法則」として知られる条項を加えた：ロボットは人類に危害を加えてはならないし、無為無策によって人類に危害を加えることを許してもならない。） | アイザック・アシモフ                               |
| The Asimov corollary to Parkinson's law | アシモフによるパーキンソンの法則の補則         | 1日10時間作業できる場合、1日5時間作業できる場合の2倍の遅れが発生する。 | アイザック・アシモフ                               |
| Atwood's law                            | アトウッドの法則                               | JavaScriptで記述可能なアプリケーションは、JavaScriptで書かれる運命にある。 | Jeff Atwood                                        |
| Augustine's laws                        | オーガスティンの法則集                         | 陸軍長官を務め航空宇宙実業家としても成功したノーマン・R・オーガスティンが発表した52のユーモラスな法則。最も知られているのは16番目の「防衛予算は直線的に増加するが、新しい軍用機の単価は指数関数的に増加する」というもの。 | ノーマン・R・オーガスティン                        |
| Avogadro's law                          | アボガドロの法則                               | 同温，同圧のもとでは，すべての気体は同じ体積中に同数の分子を含む。 | アメデオ・アヴォガドロ                             |
| Babinet's principle                     | バビネの原理                                   | ある物体の回折パターンは、その物体と形状が同じで、透過率が完全に逆の物体の回折パターンに等しい。 | ジャック・バビネ                                   |
| Baldwin's rules                         | ボールドウィン則                               | 有機化学における経験則。分子内の閉環反応（環化反応）が進行しやすいかどうかを予測するための指針として用いられる。 | Jack Baldwin                                       |
| Barlow's law                            | バーローの法則                                 | 電線が電気を通す能力を説明するために提案された、誤った物理法則。導電性は導線の長さの平方根に反比例し、導線の直径または断面の平方根に正比例するあ。 | ピーター・バーロー                                 |
| Bayes' theorem                          | ベイズの定理                                   | ある事象に関連する可能性のある条件についての事前の知識に基づいて、その事象の確率を記述したもの。 | トーマス・ベイズ                                   |
| Beckstrom's law                         | ベックストロムの法則                           | 経済学において、ネットワークの価値は、そのネットワークを通じて行われた各ユーザーの取引に付加された正味の価値を、全ユーザーにわたって合計したものに等しい。 | Rod Beckstrom                                      |
| Beer–Lambert law                        | ランベルト・ベールの法則                       | 光学において、吸光度と光が通過する溶液の濃度の関係を示す。1729年にピエール・ブーゲ、1760年にヨハン・ハインリヒ・ランベルト、1852年にアウグスト・ベーアがそれぞれ独自に発見した。 | ヨハン・ハインリヒ・ランベルト、アウグスト・ベーア |
| Benford's law                           | ベンフォードの法則                             | 多くの実データでは、1桁目が『1』で始まる数値が最も多く、『9』で始まる数は最も少ない。 | Frank Benford                                      |
| Benford's law of controversy            | ベンフォードの論争の法則                       | 論争の熱さと、利用可能な実際の情報量は反比例する。 | グレゴリー・ベンフォード                           |
| Bennett's law                           | ベネットの法則                                 | 所得が上昇するにつれて、人々はカロリーの高いでんぷん質の主食を少なくし、栄養価の高い肉、油、甘味料、果物、野菜を多く食べるようになる。 | Merrill K. Bennett                                 |
| Bergmann's rule                         | ベルグマンの法則                               | 同種の恒温動物では寒い地域に生息する種ほど体長が大きくなるという法則。 | クリスティアン・ベルクマン                         |
| Bernoulli's principle                   | ベルヌーイの定理                               | 流体力学において、流体の速度と圧力の関係を示す。 | ダニエル・ベルヌーイ                               |
| Betteridge's law of headlines           | ベテリッジの見出しの法則                       | ある記事の見出し文が疑問符で終わっていれば、その記事の主張は「いいえ」であるといえる。 | Ian Betteridge                                     |
| Betz's law                              | ベッツの法則                                   | 風力タービンは、タービンの設計に関係なく、開流で風の運動エネルギーの16/27(59.3%)以上を捕捉することはできない。 | アルバート・ベッツ                                 |
| Biot–Savart law                         | ビオ・サバールの法則                           | 「電流が流れる導線のまわりには磁場ができる」という現象を定量的に表す法則。 | ジャン＝バティスト・ビオ、フェリックス・サヴァール |
| Birch's law                             | バーチの法則                                   | 地球物理学において、平均原子量が一定である岩石や鉱物内の圧縮波速度の線形関係を表す。 | Francis Birch                                      |
| Bloch's law                             | ブロッホの法則                                 | 人間の視覚において、閾値輝度と持続時間の積は一定である。 | Adolphe-Moise Bloch                                |
| Bloch's theorem                         | ブロッホの定理                                 | ハミルトニアンが空間的な周期性（並進対称性）をもつ場合に、その固有関数が満たす性質を表した定理 。 | フェリックス・ブロッホ                             |
| Bode's law                              | ボーデの法則                                   | 太陽系の惑星の太陽からの距離は簡単な数列で表せる。ティティウス・ボーデの法則とも。 | ヨハン・ボーデ                                     |
| Born's law                              | ボルンの規則                                   | 量子系について物理量の測定をしたとき、ある値が得られる確率を与える法則。 | マックス・ボルン                                   |
| Boyle's law                             | ボイルの法則                                   | 一定温度下で、気体の体積は圧力に反比例する。 | ロバート・ボイル                                   |
| Bradford's law                          | ブラッドフォードの法則                         | ある学者がある主題に関連する論文を網羅的に探すとき、その主題に関連した論文を多数掲載したジャーナルを少数集めた後は、関連した論文を少しだけ掲載する数多くのジャーナルしか見つからない。 | Samuel C. Bradford                                 |
| Bragg's law                             | ブラッグの法則                                 | 結晶格子における回折・反射に関する法則。 | ヘンリー・ブラッグ、ローレンス・ブラッグ           |
| Brandolini's law                        | ブランドリーニの法則                           | 偽情報に対して反証するために必要なエネルギー量は、偽情報を生み出すよりも桁違いに大きい。 | Alberto Brandolini                                 |
| Brewster's law                          | ブリュースターの法則                           | 特定の偏光を持つ光が、透明な誘電体表面を反射することなく完全に透過する入射角を示す。 | ディヴィッド・ブルースター                         |
| Brooks's law                            | ブルックスの法則                               | 進捗が遅れているソフトウェアプロジェクトに人を増やすと余計に遅れる。 | フレデリック・ブルックス                           |
| Buys Ballot's law                       | ボイス・バロットの法則                         | 北半球では、風は低気圧の周りを反時計回りに回るという説。 | クリストフ・ボイス・バロット                       |
| Byerlee's law                           | バイアリーの法則                               | 断層に沿った破壊が起こる地殻の応力に関する法則。 | James Byerlee                                      |

## C-D
| 法則名                 | 法則名（日本語）              | 説明・内容 | 名前の由来となった人物                         |
| ---------------------- | ----------------------------- | --- | ---------------------------------------------- |
| Campbell's law         | キャンベルの法則              | 社会的意思決定に定量的な社会指標が使われれば使われるほど、腐敗の圧力にさらされ、モニタリングしようとする社会的プロセスを歪め堕落させることになる"。 | Donald T. Campbell                             |
| Casper's Dictum        | キャスパーの法則              | 死体の腐敗速度は空気の少ない場所ほど遅くなる。速度は空気中と比較して水中で2分の1、土中で8分の1である。 | Johann Ludwig Casper                           |
| Cassie's law           | キャシーの法則                | 複合材料表面における液体の有効接触角θcを記述する法則。 | A. B. D. Cassie                                |
| Cassini's laws         | カッシーニの法則              | 月の運動について述べた3つの法則。 １．月の自転速度は公転の平均運動に等しい。 ２．月の赤道面は黄道面に対して一定の角度(約1.5°)を保つ。 ３．月の自転軸、月の公転面の法線、黄道面の法線は常に同一平面内にある。 | ジョヴァンニ・カッシーニ                       |
| Celine's laws          | セリーヌの法則                | ロバート・シェイとロバート・アントン・ウィルソンの小説「イルミナティ3部作（The Illuminatus! Trilogy）」において、登場する架空人物ハグバード・セリーヌが唱えた、政府と社会的相互作用に関する3つの法則。 第1法則：国家安全保障の主な原因は国家安全保障である。 第2法則：正確なコミュニケーションは罰則の無い状況においてのみ成立する。 第3法則：正直な政治家は国民にとっての災難である。 | Hagbard Celine                                 |
| Chargaff's rules       | シャルガフの法則              | すべての生物の細胞のDNAは、ピリミジン塩基とプリン塩基の比率が1:1であり、より具体的には、グアニン(G)の量はシトシン(C)と等しく、アデニン(A)の量はチミン(T)と等しい。 | エルヴィン・シャルガフ                         |
| Charles's law          | シャルルの法則                | 物理学における気体の法則の一つで、一定の圧力において、ある質量の気体の体積は、その温度の上昇または下降に応じて増加または減少する。 | ジャック・シャルル                             |
| Chekhov's gun          | チェーホフの銃                | ストーリーに関係ない要素は盛り込んではならない。 | アントン・チェーホフ                           |
| Cheops law             | クフの法則                    | 予定通り、あるいは予算内で建設されたものなどない。ロバート・A・ハインラインのSF小説『愛に時間を』で登場する。 | クフ                                           |
| Chesterton's fence     | チェスタトンのフェンス        | あるものがなぜそこにあるのかわかるまでは、それを変えるべきではない。 | G・K・チェスタトン                             |
| Child-Langmuir law     | チャイルド-ラングミュアの法則 | 平面平行ダイオードの空間電荷制限電流は、アノード電圧の3/2乗に比例し、カソードとアノードを隔てる距離の2乗に反比例する。チャイルドの法則とも。モット・ガーニーの法則(Mott–Gurney law)も参照。 | Clement D. Child                               |
| Chladni's law          | クラドニの法則                | 中心が固定された平らな円形表面の振動モードの周波数を、直径方向の節点数と半径方向の節点数の関数として示したもの。 | Ernst Chladni                                  |
| Claasen's law          | クラーセンの法則              | 有用性の対数の法則。有用性＝log(テクノロジー)で示され、有用性が線形に増加するためには、テクノロジーが指数的に増加しなければならない。 | Theo A. C. M. Claasen                          |
| Clarke's three laws    | クラークの三法則              | 第1法則：高名だが高齢の科学者が「それは可能である」と言った場合、その主張はほぼ確実に正しい。彼が「それは不可能である」と言った場合、その主張はほぼ確実に間違っている。 第2法則：物事の可能性の限界を測る唯一の方法は、その限界を少しだけ超えて不可能の領域に踏み込むことである。 第3法則：十分に高度な科学技術は、魔法と区別できない。                                                | アーサー・C・クラーク                          |
| Collingridge's dilemma | コリングリッジのジレンマ      | テクノロジーは、社会で使われるようになるまでその影響を予測することは難しく、ひとたび普及してしまえば規制することは困難になる。 | David Collingridge                             |
| Conway's law           | コンウェイの法則              | どんなソフトウェアも、それを生み出した組織の構造を反映している。 | メルヴィン・コンウェイ                         |
| Cooper's law           | クーパーの法則                | ある地域で同時に行える無線周波数の交信の数は、30ヶ月ごとに倍増する。 | マーティン・クーパー                           |
| Cope's rule            | コープの法則                  | 同じ系統の進化の過程において、体格が大きくなる傾向があるという定向進化説の一つ。 | エドワード・ドリンカー・コープ                 |
| Coulomb's law          | クーロンの法則                | ある静止した点電荷が別の電荷に及ぼす静電気力の大きさと方向を示す逆二乗則。 | シャルル・ド・クーロン                         |
| Cramer's rule          | クラメルの法則                | 線形代数学において、未知数と同数の方程式を持つ連立一次方程式の解を明示的に表す公式。 | ガブリエル・クラメール                         |
| Crane's law            | クレーンの法則                | "There is no such thing as a free lunch."（無料のランチなんてあるわけない、ただより高いものはない）。 | 不明                                           |
| Cromwell's rule        | クロムウェルの法則            | 「2+2は4に等しい」や「2+2は5に等しい」など、論理的に真または偽である命題に適用する場合を除いて、0（「その出来事は絶対に起こらない」）または1（「その出来事は絶対に起こる」）を事前確率として使用することは避けるべきである。 | オリバー・クロムウェル                         |
| Cunningham's law       | カニンガムの法則              | インターネットで正しい答えを得る最善の方法は、質問をすることではなく、間違った答えを投稿することである。 | ウォード・カニンガム                           |
| Curie's law            | キュリーの法則                | 常磁性体において、磁化は印加された磁場にほぼ比例し、温度にほぼ反比例する。 | ピエール・キュリー                             |
| Curie-Weiss law        | キュリー・ワイスの法則        | キュリー点以上の常磁性領域における強磁性体の帯磁率χの挙動を説明する法則。 | ピエール・キュリー、ピエール・ワイス           |
| D'Alembert's principle | ダランベールの原理            | 質点系に作用する力と、系の制約に合致した任意の仮想変位に沿った系自体のモーメントの時間微分との差の総和はゼロである。 | ジャン・ル・ロン・ダランベール                 |
| Dahl's law             | ダールの法則                  | 北東部バントゥー諸語に見られる音声規則であり、音声異化の一例である。 | Edmund Dahl                                    |
| Dale's principle       | デールの原理                  | 神経科学において、神経細胞はその軸索末端から1つの神経伝達物質しか産生・分泌できないとする。現代では誤りであることが示唆されている。デールの原文の別解釈は、「ニューロンはすべてのシナプスで同じ伝達物質セットを放出する」というものである。 | ヘンリー・ハレット・デール                     |
| Dalton's law           | ドルトンの法則                | 化学および物理学において、気体混合物の圧力は、混合気体中の各成分の分圧の合計に等しい。ドルトンの分圧の法則とも。 | ジョン・ドルトン                               |
| Darcy's law            | ダルシーの法則                | 水文地質学において、多孔質媒体（帯水層など）を通る流体（水など）の流れを記述する。 | ヘンリー・ダルシー                             |
| Davis's law            | デイビスの法則                | 解剖学において、軟組織が外的負荷に適応していくことを述べる。ウォルフの法則の補則。 | Henry Gassett Davis                            |
| De Morgan's laws       | ド・モルガンの法則            | 論理演算子のペアの否定に関する形式論理に成り立つ法則。 | オーガスタス・ド・モルガン                     |
| Dermott's law          | ダーモットの法則              | 主要な衛星の恒星周期は、幾何級数的な系列に従う傾向がある。 | Stanley Dermott                                |
| De Vaucouleurs' law    | ド・ヴォークルールの法則      | 天文学において、楕円銀河の表面の明るさが中心からの見かけの距離の関数としてどのように変化するかを表す。 | Gérard de Vaucouleurs                          |
| Dilbert principle      | ディルバートの法則            | 最も無能な労働者は、最もダメージの少ないポジション、すなわち管理職に組織的に移動させられる。 | ディルバート                                   |
| Doctorow's law         | ドクトロウの法則              | 誰かがあなたの所有物に、あなたの意に反して鍵をかけ、あなたに鍵を渡さないときはいつでも、彼らはあなたのためにやっているのではない。 | コリイ・ドクトロウ                             |
| Dolbear's law          | ドルベアの法則                | 気温とコオロギの鳴き声の速さには関係がある。 | Amos Dolbear                                   |
| Dollo's law            | ドロの法則                    | 生物は、その祖先の中ですでに実現された以前の段階に、部分的にでも戻ることはできない。例外が存在する可能性があるため、この法則は一般論とみなされている。 | ルイ・ドロ                                     |
| Dulong–Petit law       | デュロン・プティの法則        | 格子振動に由来する結晶の比熱容量を表す古典的な式。 | ピエール・ルイ・デュロン、Alexis Thérèse Petit |
| Dunbar's number        | ダンバー数                    | 安定した社会的関係を維持できる、理論的な認知的限界人数。ダンバー数の正確な値は提唱されていないが、一般的に引用される近似値は150人である。 | ロビン・ダンバー                               |
| Dunning–Kruger effect  | ダニング＝クルーガー効果      | ある分野で不得手な人が、自分の能力が平均より高いと誤って思い込む認知バイアス。 平均以上の能力を持つ人は、自分がどれだけその分野について知らないかを痛感しているが、他の人の一般的な不得手さについてはあまり意識していないため、自分の相対的な能力を過小評価する傾向がある。 | David Dunning、Justin Kruger                   |
| Duverger's law         | デュヴェルジェの法則          | 小選挙区制のような勝者総取りの選挙制度は二大政党制を生み出す傾向があり、比例代表制は多党制を生み出す傾向がある。 | モーリス・デュヴェルジェ                       |

## E-G
| 法則名                                            | 法則名（日本語）                  | 説明・内容 | 名前の由来となった人物                                   |
| ------------------------------------------------- | --------------------------------- | --- | -------------------------------------------------------- |
| Edholm's law                                      | エドホルムの法則                  | 有線通信・ノマディック通信・ワイヤレス通信のデータ転送速度は似たようなペースで指数関数的に増大しており、18ヶ月ごとに2倍になる。 | Phil Edholm                                              |
| Elliott wave principle                            | エリオット波動原理                | 株式投資におけるテクニカル分析の一種で、金融トレーダーが投資家心理の極端な変化、価格の高値・安値、その他の複合的要因を特定することにより、金融市場のサイクルを分析し、市場動向を予測するために使用される。                           | Ralph Nelson Elliott                                     |
| El-Sayed rule                                     | エル＝サイエド則                  | 物理化学において、最低一重項状態から三重項状態へのような項間交差（同一エネルギーの2つの電子状態間の無放射遷移）の速度は、分子軌道の変化を伴う場合、比較的大きくなる。                                                                | モスタファ・エル＝サイエド                               |
| Emmert's law                                      | エンメルトの法則                  | 光学において、同じ大きさの網膜像を生成する物体でも、異なる距離にあるように見える場合、物理的な大きさは異なって感じられる。 | Emil Emmert                                              |
| Eroom's law                                       | Eroomの法則                       | 技術が向上しているにもかかわらず、創薬のスピードは遅くなり、コストも高くなっている。"Eroom"は、この法則がムーアの法則の逆であることを示すために"Moore"のスペルを反対に綴ったものである。                                             | ゴードン・ムーア                                         |
| Euler's laws of motion                            | オイラーの運動法則                | ニュートンの運動法則を質点から剛体に拡張したもの。 | レオンハルト・オイラー                                   |
| Faraday's law of induction                        | ファラデーの電磁誘導の法則        | 磁場が時間的に変化すると、それに比例した起電力が生じる。 | マイケル・ファラデー                                     |
| Faraday's law of electrolysis                     | ファラデーの電気分解の法則        | 電気分解中に電極で生成される物質の質量は、その電極で移動した電子のモル数に比例する。 | マイケル・ファラデー                                     |
| Faxén's law                                       | ファクセンの法則                  | 流体力学において、低レイノルズ数条件下で、球体の速度と角速度を、球体が受ける力、トルク、応力、フローと関連付ける式。 | Hilding Faxén                                            |
| Fick's laws of diffusion                          | フィックの拡散法則                | 拡散について説明し、拡散係数Dを定義する。 | アドルフ・オイゲン・フィック                             |
| Finagle's law                                     | フィネィグルの法則                | 失敗する可能性のあるものはすべて、最悪の瞬間に失敗する。あるいは 、宇宙の不条理さは最大化する傾向がある。ラリー・ニーヴンのSF作品に登場する架空の神フィネィグルにちなむ。                                                            | Finagle                                                  |
| Fisher's fundamental theorem of natural selection | フィッシャーの自然選択の基本定理  | どの生物の適応度の増加率も、常にその時点の適応度の遺伝的分散に等しい。 | ロナルド・フィッシャー                                   |
| Fitts's law                                       | フィッツの法則                    | 1954年に発表された人間の運動理論で、開始位置から最終目標地点まで移動するのに必要な時間を予測する。フィッツの法則は、現実世界の手や指などでも、コンピュータ上のマウスなどでも、ポインティングという行為をモデル化するために使われる。 | Paul Fitts                                               |
| Flynn effect                                      | フリン効果                        | 20世紀初頭以来、多くの集団でIQテストのスコアが10年に平均3ポイントの割合で上昇している現象について述べている。 | James Flynn                                              |
| Fourier's law                                     | フーリエの法則                    | スラブ（または完全に絶縁された電線の一部）を通る熱流Qの時間率は、温度差の勾配に比例する。熱伝導の法則とも呼ばれる。 | ジョゼフ・フーリエ                                       |
| Frege's principle                                 | フレーゲの原理                    | 複合表現の意味は、それを構成する表現の意味と、それらを組み合わせるために使われるルールによって決まる。 | ゴットロープ・フレーゲ                                   |
| Gall's law                                        | ゴールの法則                      | 機能する複雑なシステムは、常に、機能する単純なシステムから進化したものである。ゼロから設計された複雑なシステムは決して機能せず、機能するようにパッチを当てることもできない。                                                         | John Gall                                                |
| Gause's law                                       | ガウゼの法則                      | 生態学において、完全な競争者どうしは共存できない。競争排除の原則とも。 | Georgy Gause                                             |
| Gauss's law                                       | ガウスの法則                      | 物理学において、閉じた表面から流出する電束と、その表面に囲まれた電荷との関係を示す。 | カール・フリードリヒ・ガウス                             |
| Gauss's law for gravity                           | 重力に関するガウスの法則          | 任意の閉じた表面上の重力場のフラックス（表面積分）は、囲まれた質量に比例する。 | カール・フリードリヒ・ガウス                             |
| Gauss's law for magnetis                          | 磁場に関するガウスの法則          | 任意の領域の表面から出入りする磁束の総量は、常にゼロである。 | カール・フリードリヒ・ガウス                             |
| Gay-Lussac's law                                  | ゲイ＝リュサックの法則            | 反応物と生成物の気体の体積の間の比は、簡単な整数の比で表される。 | ジョセフ・ルイ・ゲイ＝リュサック                         |
| Gell-Mann amnesia effect                          | ゲルマン健忘効果                  | 自分の専門分野に近い記事が完全に間違っていると認識していても、自分の専門分野以外の新聞記事を信じてしまうこと。 | マレー・ゲルマン                                         |
| Gérson's law                                      | ジェルソンの法則                  | ブラジルのメディア文化において、特定の個人または会社が倫理的または道徳的な問題を気にとめることなく利益だけを追求するという社会風刺的な法則。                                                                                         | ジェルソン・デ・オリヴェイラ・ヌーネス                   |
| Gibrat's law                                      | ジブラットの法則                  | 企業の規模と成長率は互いに独立である。 | Robert Gibrat                                            |
| Gibson's law                                      | ギブソンの法則                    | 全ての専門家には、等しく反対の専門家が存在する。 | Albert Gibson                                            |
| Ginsberg's theorem                                | ギンズバーグの定理                | 熱力学の法則をギャンブラーの視点になぞらえたもの。 第1法則：あなたはゲームに勝つことはできない。 第2法則：あなたは損益分岐点すら作ることができない。 第3法則：あなたはゲームを完了させることもできない。                             | アレン・ギンズバーグ                                     |
| Gloger's rule                                     | グロージャーの法則                | 生態地理学において、内温動物の種は、より色素の濃いものはより湿度の高い環境に生息する傾向がある。 | コンスタンティン・ヴィルヘルム・ランベルト・グロージャー |
| Godwin's law                                      | ゴドウィンの法則                  | インターネット上での議論が長引くほど、ナチスやヒトラーが引き合いに出される確率は1に近づく。 | Mike Godwin                                              |
| Gompertz–Makeham law of mortality                 | ゴンペルツ-メイカムの死亡率の法則 | 死亡率は、年齢に依存する要素（Gompertz項）と年齢に依存しない要素（Makeham項）の和である。 | Benjamin Gompertz、William Makeham                       |
| Goodhart's law                                    | グッドハートの法則                | 指標が目標になると、それは良い指標ではなくなる。 | Charles Goodhart                                         |
| Gossen's laws                                     | ゴッセンの法則                    | 経済学における効用と価値に関する3つの法則。 | Hermann Heinrich Gossen                                  |
| Graham's Hierarchy of Disagreement                | グレアムの反論のヒエラルキー      | 反論を主眼論破、抗論、反論提示、単純否定、論調批判、対人論法、罵倒の７つのレベルに分類する。 | ポール・グレアム                                         |
| Graham's law                                      | グレアムの法則                    | 物理学における気体の法則の一つで、気体の拡散速度は分子量の平方根に逆比例するというもの。 | トーマス・グレアム                                       |
| Grassmann's law                                   | グラスマンの法則 (言語学)         | 古代ギリシア語とサンスクリット語の異化音韻プロセスで、帯気音が次の音節で別の帯気音に続く場合、最初の子音は帯気音を失うというもの。                                                                                                   | ヘルマン・グラスマン                                     |
| Grassmann's law (optics)                          | グラスマンの法則 (色彩)           | 人間の色彩感覚は異なる光の色の線形結合からなる刺激で記述できるという経験則。 | ヘルマン・グラスマン                                     |
| Greenspun's tenth rule                            | グリーンスパンの第10法則          | 十分に複雑なCやFortranのプログラムは、Common Lispにすでにある機能を再発明するために、場当たり的で定義がしっかりしておらずバグだらけで遅い中途半端な実装を内包している。第10法則とあるが、第1法則から第9法則は存在しない。            | Philip Greenspun                                         |
| Gresham's law                                     | グレシャムの法則                  | 一般的には「悪貨は良貨を駆逐する」と表現されるが、より正確には「為替レートが法律で定められている場合、悪貨は良貨を流通から駆逐する」。                                                                                               | トーマス・グレシャム                                     |
| Grimm's law                                       | グリムの法則                      | ゲルマン諸語のいくつかの子音と他のインド・ヨーロッパ諸語の子音との対応関係を説明する。 | ヤーコプ・グリム                                         |
| Grosch's law                                      | グロッシュの法則                  | コンピュータの性能は価格の2乗に比例する。 | Herb Grosch                                              |
| Grotthuss–Draper law                              | グロットゥス-ドレッパーの法則     | 光が物質に効果をもたらすためには、光を吸収しなければならない。 | テオドール・グロットゥス、John William Draper            |
| Gustafson's law                                   | グスタフソンの法則                | 計算機工学において「十分に大規模な問題であれば、効率的に並列化できる」ことを示す。グスタフソン-バーシスの法則(Gustafson–Barsis's law)とも。                                                                                          | John Gustafson                                           |

## H-K
| 法則名                                 | 法則名（日本語）                       | 説明・内容 | 名前の由来となった人物                                   |
| -------------------------------------- | -------------------------------------- | --- | -------------------------------------------------------- |
| Haber's rule                           | ハーバー則                             | 毒性の有効な用量は曝露時間と曝露濃度に比例する。 | フリッツ・ハーバー                                       |
| Hack's law                             | ハックの法則                           | 流域の最長流路長と流域面積を関係づける水文学的法則。 | John Tilton Hack                                         |
| Hagen–Poiseuille law                   | ハーゲン・ポアズイユの法則             | 一定の断面積を持つ長い円筒形のパイプを流れる非圧縮性のニュートン流体の層流において、圧力損失を与える式。 | ゴットヒルフ・ハーゲン、ジャン・ポアズイユ               |
| Haitz's law                            | ハイツの法則                           | 発光ダイオード（LED）の長年にわたる継続的な改良に関する観察と予測。 | Roland Haitz                                             |
| Hamilton's principle                   | ハミルトンの原理                       | 物理系の力学は、系とそれに作用する力に関するすべての物理的情報を含む単一の関数、ラグランジアン、に基づく変分問題として定義される。 | ウィリアム・ローワン・ハミルトン                         |
| Hanlon's razor                         | ハンロンの剃刀                         | 「愚かさによって十分に説明できることを悪意に帰してはならない」あるいは「無知や無能で十分説明できる場合は、陰謀を説明として持ち出してはならない。陰謀は知性を意味するからである」 | Robert J. Hanlon                                         |
| Hartley's law                          | ハートレーの法則                       | アナログ通信回線の情報量と回線速度を数値化する式。 | ラルフ・ハートレー                                       |
| Hasse principle                        | ハッセの原理                           | 中国剰余定理を使って、異なる素数の累乗解をつなぎ合わせることで、方程式の整数解を求めることができる。 | ヘルムート・ハッセ                                       |
| Hauser's law                           | ハウザーの法則                         | 米国の第二次世界大戦以降の税収額は常にGDPの約19.5%にとどまる、という経験則。 | William Kurt Hauser                                      |
| Heaps' law                             | ヒープスの法則                         | 文書（または文書の集合）に含まれる異なる単語の数を、文書の長さの関数として記述する。 | Harold Stanley Heaps                                     |
| Hebb's law                             | ヘッブの法則                           | 一緒に発火するニューロンは一緒に配線されるようになる。 | ドナルド・ヘッブ                                         |
| Heisenberg's uncertainty principle     | ハイゼンベルグの不確定性原理           | 共役量（1つの素粒子の観測量のペア）の値を任意の精度で測定することはできない。最も身近なものは、位置と運動量である。 | ヴェルナー・ハイゼンベルク                               |
| Henry's law                            | ヘンリーの法則                         | 一定体積の液体に溶解する気体の質量は、気体が溶媒と反応しない限り、気体の圧力に正比例する。 | ウィリアム・ヘンリー                                     |
| Henry George theorem                   | ヘンリー・ジョージの定理               | ある条件下では、政府による公共財への総支出は、地価に基づく総家賃（地代）をそれ以上に増加させ、最終的な限界投資の利益はその費用と等しくなる。 | ヘンリー・ジョージ                                       |
| Hertzsprung–Russell diagram            | ヘルツシュプルング・ラッセル図         | 星の光度と温度の関係を示す。 | アイナー・ヘルツシュプルング、ヘンリー・ノリス・ラッセル |
| Hess's law                             | ヘスの法則                             | 物理化学において、反応の全過程における総エンタルピーの変化は、反応が1段階で行われる場合でも、数段階で行われる場合でも同じである。 | ジェルマン・アンリ・ヘス                                 |
| Hick's law                             | ヒックの法則                           | 心理学において、可能な選択肢の数の関数として、人が意思決定をするのにかかる時間を表す法則。選択肢の数を増やすと、対数的に決定時間が長くなる。 | William Edmund Hick                                      |
| Hickam's dictum                        | ヒッカムの格言                         | 医学において、患者のいくつかの症状が必ずしも単一の原因に由来するとは限らないことを言う。オッカムの剃刀の誤用に対する訓戒。一般的には「患者はいくつでも病気を持つことができる」とされる。 | John Hickam                                              |
| Hitchens's razor                       | ヒッチェンズの剃刀                     | 議論における証拠の責任は主張者にあり、この責任が満たされない場合、相手はその主張を退けることができるという認識論的原則。「証拠なしに主張されるものは、証拠なしに退けることができる」。 | クリストファー・ヒッチェンズ                             |
| Hofstadter's law                       | ホフスタッターの法則                   | （作業を完了させるには）常に予測以上の時間がかかるものである、ホフスタッターの法則を計算に入れたとしても。 | ダグラス・ホフスタッター                                 |
| Hooke's law                            | フックの法則                           | バネなどの弾性体の張力は、釣り合い状態からの変位に比例する。ラテン語では "Ut tensio sic vis."として引用される。 | ロバート・フック                                         |
| Hotelling's law                        | ホテリングの法則                       | 経済学において、ある条件下では、自社の製品を競合他社とできるだけ似せるのが合理的である。 | ハロルド・ホテリング                                     |
| Hubble–Lemaître law                    | ハッブル–ルメートルの法則              | 銀河は観測者からの距離に比例して遠ざかっている。 | エドウィン・ハッブル、ジョルジュ・ルメートル             |
| Hume's law                             | ヒュームの法則                         | メタ倫理学において、規範的言明は記述的言明のみから推論することはできない。 | デイヴィッド・ヒューム                                   |
| Hume-Rothery rules                     | ヒューム‐ロザリーの法則                | ある元素が金属に溶けて固溶体を形成する条件を記述する一連の基本規則。 | ウィリアム・ヒューム＝ロザリー                           |
| Humphrey's law                         | ハンフリーの法則                       | 通常無意識的に行われる行動に意識的に注意を向けると、その行動のパフォーマンスが損なわれることがある。ムカデのジレンマ。 | George Humphrey                                          |
| Hund's rules                           | フントの規則                           | 原子物理学において、多電子原子の基底状態に対応する項記号を決定するために用いられる3つの規則。 | フリードリッヒ・フント                                   |
| Hutber's law                           | ハットバーの法則                       | 改善は劣化を意味する。企業が「提供するサービスを改善しました」と言う場合、ほとんどの場合、何かが少なくなったか、値上げされたか、またはその両方を意味する。 | Patrick Hutber                                           |
| Hyrum's Law                            | ハイラムの法則                         | APIの十分なユーザー数がいる場合、契約で何を取り決めるかは関係ない。あなたのシステムのすべての観測可能な動作は、誰かに依存することになる 。 | Hyrum Wright                                             |
| Isaac Bonewits's laws of magic         | アイザック・ボーンウィッツの魔法の法則 | ロールプレイングゲームにおいて、魔法システムのアイデアを与える26の法則。 | Isaac Bonewits                                           |
| Joule's laws                           | ジュールの法則                         | 電気と気体に関する熱の法則。 | ジェームズ・プレスコット・ジュール                       |
| Joy's law (astronomy)                  | ジョイの法則（天文学）                 | 太陽の黒点分布に関する経験則。 | A. H. Joy                                                |
| Joy's law (computing)                  | ジョイの法則（計算機工学）             | コンピューターのピーク速度は毎年2倍になる。 | ビル・ジョイ                                             |
| Joy's law (management)                 | ジョイの法則（マネージメント）         | あなたが誰であろうと、最も賢い人のほとんどは他の誰かのために働いている。 | ビル・ジョイ                                             |
| Kepler's laws of planetary motion      | ケプラーの惑星運動の法則               | 太陽を周回する惑星の運動を記述する。 | ヨハネス・ケプラー                                       |
| Kerckhoffs's principle                 | ケルクホフスの原理                     | 暗号システムは、たとえ鍵以外のシステムのすべてが公開されていても安全でなければならない。 | アウグスト・ケルクホフス                                 |
| Kirchhoff's law of thermochemistry     | キルヒホッフの法則 (反応熱)            | 反応熱の温度係数が反応前後の熱容量の差に等しい。 | グスタフ・キルヒホッフ                                   |
| Kirchhoff's law of thermal radiation   | キルヒホッフの法則 (放射エネルギー)    | 局所熱平衡状態の物体において、吸収率と放射率は等しい。 | グスタフ・キルヒホッフ                                   |
| Kirchhoff's circuit laws               | キルヒホッフの法則 (電気回路)          | 電流則：回路中の任意の接続点に流出入する電流の和はゼロである。電圧則：回路中の任意の閉路を一巡するとき、起電力の総和と電圧降下の総和は等しい。 | グスタフ・キルヒホッフ                                   |
| Kirchhoff's three laws of spectroscopy | キルヒホッフの分光学の3法則            | 発光スペクトルや吸収スペクトルにまつわる3つの法則。 第1法則：光を放出するために励起された固体、液体、または高密度のガスは、すべての波長成分を放射し、連続的なスペクトルを生成する。 第2法則：光を放出するために励起された低密度ガスは、特定の波長成分を放射し輝線スペクトルを生成する。 第3法則：連続スペクトル光が低温の低密度ガスを通過すると、吸収スペクトルが得られる。 | グスタフ・キルヒホッフ                                   |
| Kleiber's law                          | クライバーの法則                       | 大半の動物において、基礎代謝率は動物の体重の3/4乗に比例する。 | Max Kleiber                                              |
| Kluge's law                            | クルーゲの法則                         | ゲルマン祖語の長子音の起源を説明しようとした音声規則。 | Friedrich Kluge                                          |
| Koomey's law                           | クーメイの法則                         | 計算にかかるエネルギーは1年半ごとに半減する。 | Jonathan Koomey                                          |
| Kopp's law                             | コップの法則                           | 固体化合物の分子熱容量は、それを構成する元素の原子熱容量の和である。 | Hermann Franz Moritz Kopp                                |
| Korte's law                            | コルテの法則                           | 点滅する2つの光点が見かけ上連動しているように見えるには、光点強度、2点間の距離、点滅周期が因子として重要である。 | Adolf Korte                                              |
| Kranzberg's laws of technology         | クランツバーグの技術の法則             | テクノロジーについての6つの法則。第1の法則は、テクノロジーは良いものでも悪いものでもなく、中立でもないというもの。 | メルビン・クランツバーグ                                 |
| Kryder's law                           | クライダーの法則                       | ムーアの法則と比較した、磁気ディスクストレージの密度の成長についての観察。 | Mark Kryder                                              |

## L-M
| 法則名                              | 法則名（日本語）                   | 説明 | 名前の由来となった人物              |
| ----------------------------------- | ---------------------------------- | --- | ----------------------------------- |
| L'Hôpital's rule                    | ロピタルの定理                     | 0/0または±∞/∞の不定形の極限を見つけるために導関数を用いる定理。 | ギヨーム・ド・ロピタル              |
| Lambert's cosine law                | ランベルトの余弦則                 | 理想的な拡散反射面または理想的な拡散放射体から観測される放射強度に関する法則。 | ヨハン・ハインリヒ・ランベルト      |
| Lanchester's laws                   | ランチェスターの法則               | 自軍と敵軍の相対的な強さを計算するための公式。 | フレデリック・ランチェスター        |
| Landauer's principle                | ランダウアーの原理                 | ランダウアー限界として知られる、1ビットの情報を変化させるのに必要な下限エネルギー量が存在する。 | Rolf Landauer                       |
| Leavitt's law                       | リービットの法則                   | 天文学において、脈動変光星の光度とその脈動周期を結びつける周期-光度関係。 | ヘンリエッタ・スワン・リービット    |
| Lehman's laws of software evolution | リーマンのソフトウェアの進化の法則 | ソフトウェアの進化についての洞察。 | Manny Lehman                        |
| Lenz's law                          | レンツの法則                       | 誘導電流は常に、その原因となる運動や変化に逆らう方向に流れる。 | ハインリヒ・レンツ                  |
| Lem's Law                           | レムの法則                         | 「誰も何も読まない。読んだとしても、何も理解できない。理解したとしても、直ちに忘れる」("No one reads; if someone does read, he doesn't understand, if he understands, he immediately forgets") | スタニスワフ・レム                  |
| Lewis' law                          | ルイスの法則（形態学）             | 形態学における、上皮細胞の大きさと形の関係。 | Thomas Lewis                        |
| Lewis's law                         | ルイスの法則（社会学）             | フェミニズムに関する記事に付くコメントは、フェミニズムの正当性を示す。 | Helen Lewis                         |
| Lightwood's law                     | ライトウッドの法則                 | 医学において、細菌感染は局在化する傾向があり、ウイルス感染は広がる傾向がある。 | Reginald Cyril Lightwood            |
| Liebig's law of the minimum         | リービッヒの最小律                 | 植物の成長や分布は、最もクリティカルな環境要因に依存する。 | ユストゥス・フォン・リービッヒ      |
| Lindy's Law                         | リンディの法則                     | あるテクノロジーやアイデアの寿命は、そのものの現在の年齢に比例する。長い間存在しているものは、長い間存在し続ける可能性が高い。ニューヨーク市にある飲食店”Lindy's "に因む。 | Lindy's                             |
| Linus's law                         | リーナスの法則                     | 「十分な数の目玉があれば、全てのバグは洗い出される」（"Given enough eyeballs, all bugs are shallow"） | リーナス・トーバルズ                |
| Little's law                        | リトルの法則                       | 待ち行列理論の法則で、(ある時間間隔にわたって)安定した系における客の平均数は、客の平均到着率に系の平均時間を掛けたものに等しい。 | John Little                         |
| Littlewood's law                    | リトルウッドの法則                 | 人は、100万分の1の確率で起こるイベント（いわゆる「奇跡」）を月に約1回経験することが期待される。 | ジョン・エデンサー・リトルウッド    |
| Liskov substitution principle       | リスコフの置換原則                 | コンピュータサイエンスにおける、（強い）振る舞いサブタイピング(behavioral subtyping)と呼ばれる、サブタイピング関係の特定定義。 | バーバラ・リスコフ                  |
| Llinás's law                        | リナスの法則                       | ある種類の神経細胞は、シナプス結合や神経伝達物質出力の種類が同じであっても、別の種類の神経細胞と置き換えることはできない 。 | Rodolfo Llinás                      |
| Lotka's law                         | ロトカの法則                       | インフォメトリクスにおいて、ある数の論文を発表する著者の数は、1つの論文を発表する著者の数に対して一定の比率を持つという法則。出版される論文の数が増えるにつれて、それだけ多くの論文を出版する著者の人数は減少する。 | アルフレッド・ロトカ                |
| Lovejoy's law                       | ラブジョイの法則                   | 「子供たちのことを考えろ」といった感情に訴える論証のように、返答のしようがない論点を持ち出すことによって議論を打ち切ろうとするために使われる修辞的戦術。テレビアニメ『ザ・シンプソンズ』に登場するヘレン・ラブジョイというキャラクタにちなむ。                                                                            | ヘレン・ラブジョイ                  |
| Lucas critique                      | ルーカス批判                       | 過去のデータ、特に高度に集計された過去のデータで観察された関係に基づいて、経済政策の変更の影響を完全に予測しようとするのはちゃんちゃらおかしい。 | ロバート・ルーカス (経済学者)       |
| Lyman's Law                         | ライマンの法則                     | 日本語において、複合語の後部要素にもとから濁音が含まれている場合、連濁は起こらない。 | ベンジャミン・スミス・ライマン      |
| Madelung rule                       | マーデルング則                     | 軌道に電子が収容される際の順序を説明した法則。 1. 主量子数と方位量子数の合計が小さい軌道から優先的に電子が収容される。 2. 主量子数と方位量子数の合計が同一の軌道については，主量子数が小さい軌道から優先的に電子が収容される。                                                                                            | Erwin Madelung                      |
| Maes–Garreau law                    | マース・ガローの法則               | 人は自分が生きているうちに技術的特異点や未来のテクノロジーが実現すると予測する傾向にある 。 | Pattie Maes, Joel Garreau           |
| Malthusian growth model             | マルサスの成長モデル               | ある生物の個体数ないしは個体群サイズの指数関数的な増加あるいは減少を記述する数理モデル。『人口論』を書いたトマス・ロバート・マルサスにちなんで命名された。 | トマス・ロバート・マルサス          |
| Marconi's law                       | マルコーニの法則                   | 無線通信距離とアンテナ塔の高さに関する経験則。最大伝送距離はアンテナの高さの2乗で変化する。 | グリエルモ・マルコーニ              |
| Meadow's law                        | メドウの法則                       | 「乳児の突然死は非常にまれであることから、そうでないと証明されるまでは、1回目は悲劇であり、2回目は疑わしいものであり、3回目は殺人である」という法的概念である。現在は根本的に欠陥があり、統計の誤解に基づいており、不当な有罪判決と告発につながるとして激しく批判されている。                                             | Roy Meadow                          |
| Mendel's laws                       | メンデルの法則                     | エンドウ豆を用いた植物育種実験を通じて発見された遺伝のパターン。メンデルの第1法則（分離の法則）は、各生物には一対の遺伝子があり、それぞれの親から1つずつ受け継ぎ、子孫にはどちらか一方の遺伝子しか受け継がないというものである。メンデルの第2法則（独立同種の法則）は、異なる形質が子孫に独立に遺伝するというものである。 | グレゴール・メンデル                |
| Menzerath's law                     | メンツェラートの法則               | 言語構造のサイズが大きくなると、その構成要素のサイズは減少する。メンツェラート・アルトマンの法則(Menzerath–Altmann law)とも。 | Paul Menzerath、Gabriel Altmann     |
| Metcalfe's law                      | メトカーフの法則                   | ネットワーク通信の価値はそのネットワークのユーザー数の2乗に比例する。 | ロバート・メトカーフ                |
| Miller's law                        | ミラーの法則（コミュニケーション） | コミュニケーションにおいて、他人の言っていることを理解するためには、それが真実であると仮定し、その真実がどのようなものであるかを想像してみる必要がある。 | George Armitage Miller              |
| Miller's law                        | ミラーの法則（心理学）             | 心理学において、平均的な人間がワーキングメモリで保持できるオブジェクトの数は約7±2つである。 | George Armitage Miller              |
| Miller's law                        | ミラーの法則（言語学）             | ギリシア祖語の吸気子音は、アクセントのある母音で終わる鼻子音の後に脱気声化する。 | D. Gary Miller                      |
| Miller's rule                       | ミラーの規則                       | 光学において、非線形係数の大きさの次数の推定値を与える経験則。 | R. C. Miller                        |
| Monro-Kellie doctrine               | モンロー・ケリーの教義             | 頭蓋内の神経組織、血液、脳脊髄液の合計体積は一定である。 | Alexander Monro, George Kellie      |
| Morgan's canon                      | モーガンの公準                     | ある動物の活動が、心理学的な進化と発達の尺度において下位に位置するプロセスから公正に解釈できるのであれば、いかなる場合も、より高次の心理学的プロセスから解釈されるべきではない。 | C. Lloyd Morgan                     |
| Mooers's law                        | ムーアズの法則                     | 情報検索システムは、利用者にとって情報を入手することが情報を入手しないことよりも苦痛であり面倒である場合には、使われない傾向がある。 | Calvin Mooers                       |
| Moore's law                         | ムーアの法則                       | 集積回路の複雑さは24ヵ月ごとに倍増するという経験則。 | ゴードン・ムーア                    |
| Muller's ratchet                    | マラーのラチェット                 | 進化遺伝学において、組換えがない場合（特に無性集団の場合）、不可逆的で有害な突然変異が遺伝子に蓄積していく。 | ハーマン・J・マラー                 |
| Muphry's law                        | マフリーの法則                     | 批評、編集、校正などで何かを書けば、書いたものには何らかの欠陥が生じる。この名前は「マーフィー(Murphy)の法則」の意図的なスペルミスである。 | エドワード・A・マーフィー・ジュニア |
| Murray's law                        | マレーの法則                       | ⾎管の分岐前と分岐後の⾎管半径に関する法則。分岐前の血管半径の3乗は分岐後の血管半径の3乗の和に等しい。 | Cecil D. Murray                     |
| Murphy's law                        | マーフィーの法則                   | 失敗する可能性のあるものは、失敗する。("If anything can go wrong, it will.") | エドワード・A・マーフィー・ジュニア |

## N-Q
| 法則・格言名                        | 日本語                           | 説明・内容 | 名前の由来となった人物・補足                     |
| ----------------------------------- | -------------------------------- | --- | ------------------------------------------------ |
| Naismith's rule                     | ネイスミス則                     | ウォーキングやハイキングの遠征計画を立てる上で、登り坂を含むルートを歩くために必要な時間を計算するのに役立つ経験則。 下りは時速5キロメートルで計算し、上りは時速5キロメートルで計算した時間に標高差600メートルあたり1時間を加算する。                                                                       | William W. Naismith                              |
| Navier–Stokes equations             | ナビエ–ストークス方程式          | 物理学において、粘性流体の運動を記述する方程式。 | アンリ・ナビエ、ジョージ・ガブリエル・ストークス |
| Nernst equation                     | ネルンスト方程式                 | 反応の還元電位を計算する化学的・熱力学的関係。 | ヴァルター・ネルンスト                           |
| Neuhaus's law                       | ノイハウスの法則                 | 正統派かどうか選択可能な環境では、正統派は遅かれ早かれ排斥される("Where orthodoxy is optional, orthodoxy will sooner or later be proscribed") | Richard John Neuhaus                             |
| Neven's law                         | ネヴェンの法則                   | 量子コンピューターの計算速度は二重指数関数的に増大している。 | Hartmut Neven                                    |
| Newton's flaming laser sword        | ニュートンの燃えるレーザーソード | 観察可能な結果で立証できないことは議論する価値がない。 | アイザック・ニュートン                           |
| Newton's law of cooling             | ニュートンの冷却の法則           | 媒質中の固体の冷却（または加温）速度は、固体の温度と周囲温度の差に比例する。 | アイザック・ニュートン                           |
| Newton's laws of motion             | ニュートンの運動法則             | 第1法則：外力が作用しない限り、物体は静止または等速直線運動をし続ける。 第2法則：質量が一定な物体の加速度は、その物体に作用する力に比例する。 第3法則：第1の物体が第2の物体に力を及ぼすと、第2の物体は第1の物体に等しく反対の力を及ぼす。                                                                   | アイザック・ニュートン                           |
| Nielsen's law                       | ニールセンの法則                 | インターネットユーザーの帯域幅は毎年50%増加する。 | ヤコブ・ニールセン                               |
| Niven's laws                        | ニーヴンの法則                   | SF作家ラリー・ニーヴンによる格言集。 | ラリー・ニーヴン                                 |
| Noether's theorem                   | ネーターの定理                   | 物理系におけるすべての連続的対称性には、対応する保存則がある。 | エミー・ネーター                                 |
| Novikov self-consistency principle  | ノヴィコフの自己整合性原理       | もし過去改変ができるイベントが存在したとしても、そのイベントの確率はゼロである。 | Igor Dmitriyevich Novikov                        |
| Occam's razor                       | オッカムの剃刀                   | 説明において、必要なしに原因を増やしてはならない("Entia non sunt multiplicanda praeter necessitatem")。ある現象に対して2つ以上の説明が提示された場合、最も単純で完全な説明が望ましい。 | オッカムのウィリアム                             |
| Oddo–Harkins rule                   | オド・ハーキンスの規則           | 宇宙の元素存在度は、偶数原子番号の元素が奇数原子番号の元素よりも高い。 | Giuseppe Oddo, William Draper Harkins            |
| Ohm's law                           | オームの法則                     | 導体や抵抗器の両端間の電位差とそれを流れる電流の比は一定である。 | ゲオルク・オーム                                 |
| Ohm's acoustic law                  | オームの音響法則                 | 楽音の知覚に関する経験則。 | ゲオルク・オーム                                 |
| Okrent's law                        | オクレントの法則                 | ジャーナリズムにおける中立性の追求は非中立性を生み出すことがある。中庸に訴える論証に関連する。 | Daniel Okrent                                    |
| Okun's law                          | オークンの法則                   | 経済学において、失業率が1％増加すると、年間GDPは2％減少する。 | アーサー・オーカン                               |
| Orgel's rule                        | オーゲルの規則                   | 第1規則：自然発生的なプロセスが遅すぎたり効率が悪すぎたりすると、それをスピードアップしたり効率化したりするためにタンパク質が進化する。 第2規則：進化はあなたよりも賢い。 | Leslie Orgel                                     |
| Ostrom's law                        | オストロムの法則                 | 経済学や物権法における、公共財や共有資源の取り決めなどといった実際における資源の取り決めは、理論的に表すことができる。 | エリノア・オストロム                             |
| O'Sullivan's first law              | オサリバンの第一法則             | 明示的に右翼ではない組織は、遅かれ早かれ左翼になる。("All organizations that are not actually right-wing will over time become left-wing") | John O'Sullivan                                  |
| Overton window                      | オーバートンの窓                 | ある時代、ある社会の主流派に受け入れられる政策の範囲のこと。 | Joseph Overton                                   |
| Pareto principle                    | パレートの法則                   | 多くの現象において、結果の80％は原因の20％から生じている。 | ヴィルフレド・パレート                           |
| Parkinson's law                     | パーキンソンの法則               | 仕事の量は、完成のために与えられた時間を全て満たすまで膨張する。支出の額は、収入の額に達するまで膨張する。 | C. Northcote Parkinson                           |
| Parkinson's law of triviality       | パーキンソンの凡俗法則           | どうでもいい議題ほど、議論に費やされる時間は増える。 | C. Northcote Parkinson                           |
| Peltzman effect                     | ペルツマン効果                   | 安全性を向上させた分、利用者の危険行動が増えて相殺される。 | Sam Peltzman                                     |
| Peter principle                     | ピーターの法則                   | 能力主義の階層社会では、すべての従業員が無能になるレベルまで出世する傾向がある。 | Laurence J. Peter                                |
| Planck's law                        | プランクの法則                   | 物理学において、ある温度における黒体放射のスペクトルに関する法則。 | マックス・プランク                               |
| Plateau's laws                      | プラトーの法則                   | 石鹸膜の構造を記述する法則。 | ジョゼフ・プラトー                               |
| Poe's law                           | ポーの法則                       | ウインクするスマイリー（😉）やその他のあからさまなユーモアの表現を入れずに創造論者をパロディ化した場合、誰かが本物と間違えることは不可避である。当初は創造論のみが対象であったが、後にその範囲はあらゆる形態の過激主義や原理主義に広がった。                                                                | Nathan Poe                                       |
| Poisson's law of large numbers      | ポアソンの大数の法則             | 共通の分布を持つ独立した確率変数において、標本の平均値は標本サイズが大きくなるにつれて平均値に近づく傾向がある。 | シメオン・ドニ・ポアソン                         |
| Pollack's rule                      | ポラックの法則                   | プロセッサの性能はその複雑性の平方根に比例する。 | Fred Pollack                                     |
| Postel's law                        | ポステルの法則                   | インターネットプロトコルに望まれる相互運用性の基準について要約したもの。「自分がすることは保守的に、他者から受け入れることはリベラルに」 RFC 761（Transmission Control Protocol、1980年）に由来する。 | ジョン・ポステル                                 |
| Pournelle's iron law of bureaucracy | パーネルの官僚制の鉄則           | どのような官僚機構においても、官僚機構自体の利益に献身的な人々が常に主導権を握り、官僚機構が達成すべき目標のために献身的な人々は影響力を弱められ時には完全に排除される。 | ジェリー・パーネル                               |
| Premack's principle                 | プレマックの原理                 | より生起確率の高い行動は、より生起確率の低い行動を強化する。 | David Premack                                    |
| Price's law                         | プライスの法則                   | 全著者数の平方根が、あるテーマの論文数の半分に寄与している。例えば、ある学問分野において、25人の著者が1000の論文を出版していたとき、25人のうち5人({\displaystyle ={\sqrt {25}}})が500の論文を出版している。実際には、もっと偏っていることが知られている（ロッカの法則を参照）。プライスの平方根の法則とも。 | Derek J. de Solla Price                          |
| Putt's law                          | パットの法則                     | テクノロジーは、2つのタイプの人々によって支配されている。すなわち、自分が管理していないものを理解する人々と、自分が理解できないものを管理する人々である。 | Archibald Putt                                   |
| Putt's corollary                    | パットの推論                     | どのような技術階層も、やがて能力の逆転現象が発生する。技術的に有能な人々は実際の技術を直接担当し続ける一方で、技術的能力のない人々が管理職に移行する。 | Archibald Putt                                   |
| Pythagorean theorem                 | ピタゴラスの定理                 | ユークリッド幾何学における直角三角形の3辺の基本的な関係で、斜辺の2乗は他の2辺の2乗の和に等しい。 | ピタゴラス                                       |

## R-S
| 法則・格言名                       | 日本語                           | 説明・内容 | 名前の由来となった人物・補足                       |
| ---------------------------------- | -------------------------------- | --- | -------------------------------------------------- |
| Ramsey rule                        | ラムゼイルール                   | 経済学において、需要の価格弾力性が低い財ほど、高く課税すべきという原則。 | フランク・ラムゼイ (数学者)                        |
| Raoult's law                       | ラウールの法則                   | 混合液体の各成分の蒸気圧は、単体での蒸気圧と混合溶液中のモル分率に依存する。 | François-Marie Raoult                              |
| Rayleigh–Jeans law                 | レイリー・ジーンズの法則         | ある温度の黒体から放射されるすべての波長の電磁放射の分光放射輝度を、古典的な解釈によって記述しようとしたもの。 | レイリー卿、ジェームズ・ジーンズ                   |
| Reed's law                         | リードの法則                     | 大規模なネットワーク、特にソーシャル・ネットワークの有用性は、ネットワークの規模に比例して指数関数的に増加する。 | David P. Reed                                      |
| Reilly's law of retail gravitation | ライリーの小売重力の法則         | 人々は一般的に、その地域で一番大きなショッピングモールを利用する。 | William J. Reilly                                  |
| Rent's rule                        | レントの規則                     | 電子回路設計において、論理回路における端子の数と回路規模に関する経験則。 | E. F. Rent.                                        |
| Ribot's law                        | リボーの法則                     | 記憶喪失は、昔の記憶よりも最近の記憶が失われる可能性が高い。 | テオデュール・アルマンド・リボー                   |
| Ricco's law                        | リッコの法則                     | 人間の視覚において、コントラストと面積の積は、解像力限界以下の小さな対象では一定である。 | アンニーバレ・リッコ                               |
| Roemer's law                       | ローマーの法則                   | 入院ベッドが増えれば、そのベッドは埋まる。1人あたりの病院ベッド数が多い地域では、入院期間が長くなる傾向がある。 | Milton Roemer                                      |
| Rosenthal effect                   | ローゼンタール効果               | 期待値が高ければパフォーマンスが向上し、期待値が低ければパフォーマンスが低下する。ピグマリオン効果とも。 教育やビジネスで多用されているが、再現性については議論となっている。 | Robert Rosenthal                                   |
| Rothbard's law                     | ロスバードの法則                 | 人は自分が苦手な分野に進出する傾向がある。 | マレー・ロスバード                                 |
| Russell's teapot                   | ラッセルのティーポット           | 経験的に反証不可能な主張は、反証されなければ認められるのではなく、その主張をする人に立証責任があることを示す例え。地球と火星の間のどこかで観測不可能なティーポットが太陽の周りを回っているという主張は、間違っているとは証明されないものの、受け入れられるべきものではない。 | バートランド・ラッセル                             |
| Sagan standard                     | セーガン基準                     | 並外れた主張には並外れた証拠が必要である。("Extraordinary claims require extraordinary evidence.") | カール・セーガン                                   |
| Sahm rule                          | サームルール                     | 全国失業率の3ヵ月移動平均と過去12ヵ月間の最低値との差（サーム指数）が0.5%ポイントを上回った場合、景気が後退期に入ったシグナルとなる。 | Claudia Sahm                                       |
| Saint-Venant's principle           | サンブナンの原理                 | 弾性力学において、2つの異なるが静的に等価な荷重の影響の差は、荷重からの距離が十分に離れると非常に小さくなる。 | Adhémar Jean Claude Barré de Saint-Venant          |
| Sanderson's Laws of Magic          | サンダーソンの魔法の法則         | ファンタジー物語で魔法システムを創作するために使用できる創作ガイドライン。読者が知っていて理解できる特定のルールに従った魔法システム（いわゆるハードマジック・システム）を創作するのに役立つ。 第1法則：読者が魔法を理解すればするほど、作家はその魔法を問題解決に使うことができる。 ルールや制約がある魔法ほど説得力があり、逆に、魔法が「何でもあり」な場合、魔法によるご都合主義の解決は読者にとって不満になる。 第2法則：魔法よりも、その魔法がもたらす制約や代償のほうが面白い。 第3法則：作者は、まったく新しい要素を追加するよりも、すでに魔法システムの一部となっているものを拡張すべきである。 追加された「第0法則」は、常に3つの法則よりも発想の「素晴らしさ」を優先せよというものである。 | ブランドン・サンダースン                           |
| Sapir–Whorf hypothesis             | サピア＝ウォーフの仮説           | 人々が使用する言語の構造と範囲は、人々の世界観と認知に影響を与えるという仮説。 | エドワード・サピア、ベンジャミン・ウォーフ         |
| Sarnoff's law                      | サーノフの法則                   | テレビ放送網のような一対多型のネットワークの価値は、視聴者数に比例する。 | デイヴィッド・サーノフ                             |
| Say's law                          | セイの法則                       | 供給は需要を生み出す。すなわち、自由市場経済において企業がより多くの生産物を生産したとき、生産的投入に対する賃金やその他の支払いはさらなる需要をもたらし、よく言われる供給過剰は生じない。 | ジャン＝バティスト・セイ                           |
| Sayre's law                        | セイヤーの法則                   | どのようなもめごとにおいても、感情の激しさは利害の大きさに反比例する。だから（かかる利害が小さい）アカデミックな政争はとても苛烈なのである。 | Wallace S. Sayre                                   |
| Schneier's law                     | シュナイアーの法則               | 自分自身では破ることができない暗号アルゴリズムを作るのは簡単だ。難しいのは、誰も破ることのできないアルゴリズムを作ることである。 | ブルース・シュナイアー                             |
| Schottky–Mott rule                 | ショットキー・モットの規則       | 半導体の真空電子親和力（または真空イオン化エネルギー）に対する金属の真空仕事関数に基づいて、ショットキー障壁の高さを予測する。 | ヴァルター・ショットキー、ネヴィル・モット         |
| Segal's law                        | シーガルの法則                   | 時計を1つ持っている人は、今が何時なのか断言できる。時計を2つ持っている人は、決して確信が持てない。 | Lee Segall                                         |
| Shermer's last law                 | シャーマーの最終法則             | 十分に進化した地球外知的生命体は、神と見分けがつかない 。クラークの第三法則の従言である。 | マイケル・シャーマー                               |
| Shirky principle                   | シャーキーの原則                 | 組織は、自分たちが解決策となれる課題を維持しようとする。 | Clay Shirky                                        |
| Sievers's law                      | ジーファースの法則               | インド・ヨーロッパ祖語において、母音の前に半母音（*w または *y）を伴う子音群の発音が、直前の音節の音声学的な影響を受けることを説明する。 | Eduard Sievers                                     |
| Sieverts's law                     | ジーベルツの法則                 | 物理冶金学において、金属に対する気体の溶解度を予測する規則。 | Adolf Sieverts                                     |
| Smeed's law                        | スミードの法則                   | 交通事故死者数と交通混雑度（自動車登録台数と人口の比）との関係を示す経験則。交通混雑度の増加（自動車登録台数の増加）は、人口100人当たりの死者数の増加をもたらすが、自動車100台当たりの死者数は減少する。 | R. J. Smeed                                        |
| Snell's law                        | スネルの法則                     | 屈折率の異なる2つの媒質の間を進む光の屈折を計算するのに使われる簡単な公式。 | ヴィレブロルト・スネル                             |
| Sowa's law of standards            | ソワの標準の法則                 | 主要な組織が何かの公式標準として新しいシステムを開発したときは常に、それより単純なシステムが広く採用されて事実上の標準となる。 | John F. Sowa                                       |
| Stang's law                        | スタングの法則                   | インド・ヨーロッパ祖語音韻論において、母音に続く喉頭または半母音の *y または *w に続く鼻母音で語尾が終わる場合、喉頭または半母音は脱落し、その代償として先行する母音が長くなる。 | Christian Stang                                    |
| Stark–Einstein law                 | スターク・アインシュタインの法則 | 光化学反応する物質の量と吸収される光量子の関係。 | ヨハネス・シュタルク、アルベルト・アインシュタイン |
| Stefan–Boltzmann law               | シュテファン＝ボルツマンの法則   | 単位時間に黒体から単位表面積あたりに放射される総エネルギーは、黒体の熱力学的温度の4乗に正比例する。 | ヨーゼフ・シュテファン、ルートヴィッヒ・ボルツマン |
| Stein's law                        | スタインの法則                   | 何かが永遠に続かないなら、それは終わる。トレンドが永遠に続かないのであれば、それを終わらせるための行動やプログラムは必要なく、ましてやすぐに終わらせる必要もない。それは自然に終わるだろう。 | Herbert Stein                                      |
| Stevens's power law                | スティーヴンスのべき法則         | 精神物理学で、刺激の強さと知覚される強さを関係づける。より広い範囲の感覚を記述できるため、ウェーバー・フェヒナーの法則に取って代わった。 | S. Smith Stevens                                   |
| Stigler's law of eponymy           | スティグラーのエポニムの法則     | 科学的発見に第一発見者の名前が付くことはない。スティグラー自身は、この法則の第一発見者は社会学者のロバート・マートンであるとして、「スティグラーの法則」自体がスティグラーの法則を満たしていると主張している。 | スティーブン・スティグラー                         |
| Stokes's law                       | ストークスの法則                 | レイノルズ数が小さい流体中の、球体の終端速度を表す。 | ジョージ・ガブリエル・ストークス                   |
| Stokes's law of sound attenuation  | ストークスの音減衰の法則         | 水や空気などのニュートン流体の粘性に起因する音の減衰を表す公式。 | ジョージ・ガブリエル・ストークス                   |
| Streisand effect                   | ストライサンド効果               | ある情報を隠したり、削除したり、検閲しようとする試みが、その情報をより広く知らしめるという意図せざる結果をもたらす。 | バーブラ・ストライサンド                           |
| Sturgeon's law                     | スタージョンの法則               | すべてのものの90パーセントは駄作である。 | シオドア・スタージョン                             |
| Sutton's law                       | サットンの法則                   | 金のあるところに行け。医学部で新米医師に、最も可能性の高い病因の検査を優先して実施するよう教えるためによく引用される。この法律は、銀行強盗のウィリー・サットンにちなんで命名された。彼は、なぜ銀行強盗をするのかと聞かれたとき、「そこに金があるからだ 」と答えたとされている（実際には言っていない） 。 | Willie Sutton                                      |
| Swanson's law                      | スワンソンの法則                 | 太陽電池の累積製造能力が2倍になるごとに、太陽電池の価格は20％下落する。 | Richard Swanson                                    |
| Szemerényi's law                   | セメレーニの法則                 | インド・ヨーロッパ祖語音韻論において、母音 (V)、共鳴語 (R)、および *s または *h2 の語末クラスターは、語末のフリッカティブ (*h2 は音韻的にはおそらく裏声フリッカティブ) を除去することで簡略化され、その代償として先行母音が長くなる。 | セメレーニ・オスヴァルド                           |

## T-Z
| 法則名                                     | 法則名（日本語）             | 説明・内容 | 名前の由来となった人物                                 |
| ------------------------------------------ | ---------------------------- | --- | ------------------------------------------------------ |
| Taylor's law                               | テイラーの法則               | 個体群密度の分散が平均値とべき乗関係にあるという経験則。 | Lionel Roy Taylor                                      |
| Teeter's law                               | ティーターの法則             | あなたが最もよく知っている族の言語は、常に、最も古いものであることが判明する。歴史言語学者の偏見に関する辛辣な見解で、ある族の原語について、異なる研究者がいかに根本的に異なる概念に到達しうるかを述べる。                                                                   | Karl V. Teeter                                         |
| Tesler's law of conservation of complexity | テスラーの複雑性保存の法則   | あらゆるソフトウェアアプリケーションには、取り除いたり隠したりすることのできない複雑さが内在している。 | ラリー・テスラー                                       |
| Thirlwall's law                            | サールウォールの法則         | ある条件下では、国の長期的な成長は、輸出の伸びと輸入需要の所得弾力性の比率で近似できる。 | Anthony Thirlwall                                      |
| Titius–Bode law                            | ティティウス・ボーデの法則   | 太陽系惑星の軌道長半径の規則性に関する法則。 | ヨハン・ダニエル・ティティウス、ヨハン・ボーデ         |
| Tobler's first law of geography            | トブラーの地理学の第一法則   | すべてのものは他のすべてのものと関連しているが、近くのものは遠くのものよりも関連している。 | Waldo R. Tobler                                        |
| Toms effect                                | トムズ効果                   | ニュートン流体にポリマーを添加すると乱流の摩擦抵抗を低減することができる。 | B. A. Toms                                             |
| Triffin dilemma                            | トリフィンのジレンマ         | 通貨が世界の基軸通貨として機能している国において、短期的な国内目標と長期的な国際目標との間に生じる経済的利益の対立。 | ロバート・トリフィン                                   |
| Twyman's law                               | トゥイマンの法則             | 興味深いまたは異質に見える数字はたいてい間違っている、という原則。珍しい、興味深いデータであればあるほど、何らかのエラーの結果である可能性が高い。 | Tony Twyman                                            |
| Van Loon's law                             | ヴァンルーンの法則           | 機械的開発の度合いは、その国が自由に使える奴隷の数と常に反比例する。 | Hendrik Willem van Loon                                |
| Vegard's law                               | ヴェガード則                 | 冶金学において、合金の結晶格子定数と構成元素の濃度との間に、一定温度において直線関係が存在するという近似的な経験則。 | Lars Vegard                                            |
| Verdoorn's law                             | フェルドーンの法則           | 経済学において、生産量がより速く成長すると、収穫逓増により生産性が向上する。 | Petrus Johannes Verdoorn                               |
| Verner's law                               | ヴェルナーの法則             | ゲルマン祖語における歴史的な音の変化について述べている。ゲルマン祖語では、無声の摩擦音*f、*þ、*s、*xが、同じ単語内の強勢のない音節の直後にある場合、有声化を受け、それぞれ*b、*d、*z、*gとなる。                                                                             | カール・ヴェルナー                                     |
| Vierordt's law                             | ヴィエロルトの法則           | 時間知覚において、回顧的に見ると、「短い」時間間隔は過大評価され、「長い」時間間隔は過小評価される傾向がある。誤った実験プロトコルによってもたらされた結果だという批判がある。                                                                                               | Karl von Vierordt                                      |
| Vopěnka's principle                        | ヴォピェンカの原理           | 数学において、集合論的な宇宙は非常に大きいので、すべての適切なクラスにおいて、いくつかのメンバーは他のメンバーと類似しており、この類似性は初等的な埋め込みによって形式化される、という巨大基数公理。                                                                         | ペトル・ヴォピェンカ                                   |
| Wagner's law                               | ワーグナーの法則             | 工業経済の発展は、国民総生産に占める公的支出の割合の増加を伴う。 | アドルフ・ワーグナー (経済学者)                        |
| Walras's law                               | ワルラスの法則               | ある種の予算制約下において、過剰需要（または逆に過剰供給）の総和は必ずゼロになる。 | レオン・ワルラス                                       |
| Weber–Fechner law                          | ヴェーバー‐フェヒナーの法則  | さまざまな物理的刺激に対する人間の知覚を記述しようとするものである。ほとんどの場合、スティーヴンスのべき法則がより正確な説明を与える。 | エルンスト・ヴェーバー、グスタフ・フェヒナー           |
| Weyl law                                   | ワイルの法則                 | 数学において、ラプラス・ベルトラミ作用素の固有値の漸近的な振る舞いを記述する。 | ヘルマン・ワイル                                       |
| Wiedemann–Franz law                        | ウィーデマン・フランツの法則 | 物理学の用語で、金属の熱伝導率(κ)と電気伝導率(σ)の電子的寄与の比が温度(T)に比例するというもの。 | グスタフ・ヴィーデマン、Rudolph Franz                  |
| Wien's displacement law                    | ウィーンの変位則             | 異なる温度に対する黒体放射スペクトルは、温度に反比例する波長でピークを示す。 | ヴィルヘルム・ヴィーン                                 |
| Wiio's laws                                | ウィーオの法則               | コミュニケーションは、偶然の場合を除き、通常は失敗する。 | Osmo Antero Wiio                                       |
| Wike's law of low odd primes               | ワイクの小奇数の法則         | 実験処理数が小さい奇数の素数であれば、実験計画は不均衡であり、部分的に交絡している。 | Edwin Wike                                             |
| Will Rogers phenomenon                     | ウィル・ロジャース現象       | ある集合から別の集合へ要素を移動させると、両集合の平均が増加する。 | ウィル・ロジャース                                     |
| Winter's law                               | ヴィンターの法則             | バルト・スラブ語派の短母音に作用する音の法則。 | Werner Winter                                          |
| Wirth's law                                | ヴィルトの法則               | ソフトウェアは、ハードウェアが速くなるよりも早く遅くなる。 | ニクラウス・ヴィルト                                   |
| Wiswesser's rule                           | ウィズウェッサーの規則       | 電子殻のエネルギー配列を決定する簡便な手法。アウフバウ原理も参照。 | William Wiswesser                                      |
| Wolff's law                                | ウォルフの法則               | 骨は圧力、あるいはその不足に適応する。 | Julius Wolff                                           |
| Woodward–Hoffmann rules                    | ウッドワード・ホフマン則     | 有機化学において、軌道対称性に基づいてペリ環状反応の立体化学を予測する。 | ロバート・バーンズ・ウッドワード、ロアルド・ホフマン   |
| Wright's law                               | ライトの法則                 | 生産量が増加すると、生産コストは一定の割合で低下する。航空宇宙エンジニアのセオドア・ポール・ライト（ライト兄弟とは無関係）がカーチス・ライト航空機で働いていたことにちなんで名付けられた。経験曲線効果とも。                                                                 | Theodore Paul Wright                                   |
| Yao's principle                            | ヤオの原理                   | 計算複雑性理論における原理。与えられた問題を解くための任意のランダム化アルゴリズムの期待コストは、そのアルゴリズムにとって最悪のケースの入力において、最悪ケースのランダムな確率分布入力に対して最高の性能を発揮する決定論的アルゴリズムの期待コストより良くなることはない。 | アンドリュー・ヤオ                                     |
| Yerkes–Dodson law                          | ヤーキーズ・ドットソンの法則 | 覚醒とパフォーマンスの経験的な関連性。 | ロバート・ヤーキーズ、ジョン・ディリンガム・ドッドソン |
| Zawinski's law                             | ザウィンスキーの法則         | すべてのプログラムは、メールを読めるようになるまで機能を拡張しようとする。拡張できないプログラムは、拡張できるプログラムに取って代わられる。ソフトウェア肥大化の法則。 | Jamie Zawinski                                         |
| Zeeman effect                              | ゼーマン効果                 | 静磁場の存在下で、スペクトル線が複数の成分に分裂する。 | ピーター・ゼーマン                                     |
| Zipf's law                                 | ジップの法則                 | 言語学において、自然言語で最も頻繁に使用されるn番目の単語の使用頻度がnにほぼ反比例するという観察。このような確率分布は、言語学だけでなく他の分野でも見出されている（Zipf-Mandelbrotの法則）。                                                                                | ジョージ・キングズリー・ジップ                         |